# Wijlermeer
Het Wijlermeer (Duits: Wyler Meer) is een meer, natuur- en recreatiegebied van 25 hectare in de Duffelt-streek, langs de Duits-Nederlandse grens bij Nijmegen.
Het Wijlermeer is een oude loop van de Rijn. Aan Nederlandse kant ligt een strand dat populair is bij recreanten. Langs de westkant van het meer loopt de weg Bundesstraße 9, die bij de grensovergang overgaat in de N325 richting Nijmegen. Vanuit Duitsland komt het water via verschillende beken en weteringen vanuit de richting Kranenburg in de Große Wasserung die uitmondt in het Wijlermeer. Via een omleidingskanaal langs het Wylerbergmeer komt het water via Het Meer in de Waal.
Het meer was oorspronkelijk geheel Duits, maar in 1949 werd een deel van het meer geannexeerd door Nederland. Het noordelijke deel van het meer wordt nu in tweeën gedeeld door de Duits-Nederlandse grens. Hier gaat de Nederlandse gemeente Berg en Dal over in de Duitse gemeente Kranenburg. Het zuidelijk deel van het meer is geheel Duits.
Ten noorden van het meer ligt een kleiner meer, het Wijlerbergmeer. Ten westen van het Wijlermeer ligt de heuvel Duivelsberg en ten zuiden van het meer ligt het Duitse dorp Wyler, waarnaar het meer is vernoemd.
Het Wijlermeer is een overwinteringsgebied voor talrijke watervogelsoorten, waaronder het nonnetje en de grote zaagbek, zwarte stern, wintertaling, tafeleend en slobeend.

## Wylerbergmeer
Het Wylerbergmeer is een meer en recreatiegebied in de gemeente Berg en Dal, direct ten noorden van het Wylermeer. Het recreatiegebied wordt beheerd en geëxploiteerd door Leisurelands. Het was tot 1973 onderdeel van het Wylermeer. Op de plaats van het meer was eerst een zwembad gelegen. In 1973 is een omleidingskanaal tussen het Wylermeer en Het Meer gegraven waardoor het Wylerbergmeer werd afgesplitst. Er zijn een strand, weide, parkeerplaats en sanitaire voorzieningen aangelegd. Er is ook ruimte afgebakend voor naaktrecreatie. Het gebied is vernoemd naar de Wylerberg.